# Túrricse
Túrricse község Szabolcs-Szatmár-Bereg vármegyében, a Fehérgyarmati járásban.

## Fekvése
A vármegye keleti részén fekszik, a szatmári Erdőháton, a magyar-ukrán-román hármashatártól mintegy 10 kilométerre.
Szomszédai: délkelet felől Tisztaberek, dél felől Gacsály, délnyugat felől Kisnamény, nyugat felől pedig Csaholc; észak, északkelet és kelet felől részben Csaholchoz, részben Tisztaberekhez tartozó lakatlan külterületek határolják.
A két legközelebbi település Csaholc és Tisztaberek, egyaránt körülbelül 3-4 kilométerre. A térség más fontosabb települései közül Rozsály 12, Zajta 14,5, Gacsály 14, Császló 19, Csegöld pedig 23 kilométer távolságra található.

### Megközelítése
Központján a Mánd-Rozsály közti 4132-es út vezet végig, közúton csak ezen érhető el Csaholc vagy Tisztaberek érintésével. Az ország távolabbi részei felől a leginkább kézenfekvő megközelítési útvonala a 491-es főút, amelyről Mándnál célszerű letérni a 4132-esre.
Vasútvonal nem érinti.

## Története
Túrricse (Ricse) nevét 1271-ben említették először egy oklevélben Riche néven, V. István király ekkor a Csaholyi család ősének, Ponit ispánnak (comes) adományozta.
1281-ben IV. László király a Csaholyi családból való Pétert erősítette meg itteni birtokában.
1342-ben nevét Belryche, Kynryche alakokban találjuk, akiből arra következtethetünk, hogy ekkor Ricsének Bel- és Kül-Ricse nevű településrészei is ismertek voltak.
A 15. században a Csaholyiaké volt, 1425-ben pedig már a váradi püspökség birtokának írták.
1560-ban részbirtokot kapott itt Radák András is.
1611-ben Melith Péter is részt kapott benne, ki anyai ágon örökölte a Csaholyi részt, valamint Várday Katalin, a Nyáry Pál özvegye és Telegdi Anna kapott az egész helységre királyi adományt.
1662-ben a Szatmári vár őrsége dúlta fel.
A 18. században Ricsét a gróf Barkóczy család szerezte meg és a Jánki uradalomhoz csatolta.
Itt játszódik Borbély Szilárd Nincstelenek című regénye.

## Közélete

### Polgármesterei
- 1990–1994: Kovács Gusztáv (független)[3][4]
- 1994–1998: Kovács Gusztáv (független)[5][6]
- 1998–2002: Kovács Gusztáv (független)[7][8]
- 2002–2006: S. Garda Endre (független)[9][10]
- 2006–2010: Garda Endre (független)[11]
- 2010–2014: Garda Endre (független)[12]
- 2014–2019: Garda Endre (független)[13][14]
- 2019–2024: Hadi Zsolt (független)[15]
- 2024– : Lengyel Marcell (Fidesz-KDNP)[1]

## Népesség
A település népességének változása:
| Lakosok száma | 668  | 656  | 695  | 583  | 597  | 563  | 559  |
|               | 2013 | 2014 | 2015 | 2021 | 2022 | 2023 | 2024 |

2001-ben a település lakosságának 79%-a magyar, 21%-a cigány nemzetiségűnek vallotta magát.
A 2011-es népszámlálás során a lakosok 88,6%-a magyarnak, 19,3% cigánynak, 0,5% románnak, 0,3% ukránnak mondta magát (11,4% nem nyilatkozott; a kettős identitások miatt a végösszeg nagyobb lehet 100%-nál). A vallási megoszlás a következő volt: római katolikus 4,4%, református 63%, görögkatolikus 6,2%, felekezeten kívüli 8,6% (14,2% nem válaszolt).
2022-ben a lakosság 94%-a vallotta magát magyarnak, 14,9% cigánynak, 1,3% ukránnak, 0,2% románnak, 1,2% egyéb, nem hazai nemzetiségűnek (6% nem nyilatkozott; a kettős identitások miatt a végösszeg nagyobb lehet 100%-nál). Vallásuk szerint 2,3% volt római katolikus, 58,8% református, 6,9% görög katolikus, 7,9% egyéb keresztény, 0,3% evangélikus, 0,2% ortodox, 6,2% felekezeten kívüli (16,9% nem válaszolt).

## Nevezetességei
- Református templomát a XV. században építették, gótikus stílusban. A terméskő alapú templom mai formáját az 1972. évi átalakításakor nyerte el.
- Kodály Zoltán népdalgyűjtő útja során járt a faluban 1923-ban. Még most is áll a ház amelyben akkor lakott, s dolgozott.

## Külső hivatkozások
- Túrricse az utazom.com honlapján